# Josef Dahmen
Josef Jakob Dahmen (né le 21 août 1903 à Ohligs, mort le 18 janvier 1985 à Hambourg) est un acteur allemand.

## Biographie
En 1925, il prend des cours de théâtres auprès d'Erich Ziegel à Hambourg et fait ses débuts au Hamburger Kammerspiele. En 1927, il joue au Theater Münster puis s'installe à Berlin en 1929. Il joue jusqu'à la fin de la guerre dans différents théâtres comme le Volksbühne, le théâtre Lessing ou le Deutsches Theater.
En 1930, il tient son premier rôle au cinéma et enchaîne les petits rôles comme les assistants de policiers ou les voleurs. Après la Seconde Guerre mondiale, il revient à Hambourg et joue au Deutsches Schauspielhaus puis au Théâtre Thalia.
Au cinéma, il continue les figurations. Il devient populaire dans les séries télévisées Hafenpolizei et Les Cavaliers de la route.
Dahmen épouse le 17 janvier 1935 l'actrice Gisela von Collande. Leur fille Andrea Dahmen puis leur petite-fille Julia Dahmen seront également actrices.

## Filmographie
- 1930 : Schneider Wibbel
- 1931 : M le maudit de Fritz Lang
- 1932 : Das Meer ruft
- 1933 : La Chorale de Leuthen (Der Choral von Leuthen) de Carl Froelich
- 1933 :Le Testament du docteur Mabuse de Fritz Lang
- 1933 : Les Fugitifs de Gustav Ucicky
- 1933 : Polizeiakte 909 de Robert Wiene
- 1933 : Zwischen zwei Herzen
- 1934 : Pappi
- 1934 : Heinz im Mond
- 1934 : La Paloma
- 1934 : Lockvogel
- 1934 : Liebe, Tod und Teufel
- 1935 : Nur nicht weich werden, Susanne!
- 1935 : Pygmalion
- 1936 : Verräter
- 1936 : Der müde Theodor
- 1936 : Unter heißem Himmel
- 1936 : Contrebande
- 1936 : Stadt Anatol
- 1937 : Der Musikant von Dornburg
- 1937 : Mon fils, Monsieur le Ministre
- 1937 : Manege
- 1937 : Entreprise Michael
- 1938 : Chasse à l'homme
- 1938 : Mutterlied
- 1938 : Permission sur parole
- 1938 : Solo per te
- 1938 : Pour le Mérite
- 1938 : Capriccio
- 1939 : Silvesternacht am Alexanderplatz
- 1939 : Legion Condor
- 1939 : Voiture-salon E 417 (Salonwagen E 417)
- 1939 : Cœur immortel
- 1939 : Une cause sensationnelle
- 1939 : Renate im Quartett
- 1941 : Stukas
- 1941 : Le Président Krüger
- 1941 : L'Appel du devoir (Über alles in der Welt)
- 1941 : Menschen im Sturm
- 1941 : Sechs Tage Heimaturlaub
- 1941 : Ein Windstoß
- 1942 : Diesel
- 1942 : La Ville dorée
- 1942 : Schicksal
- 1942 : Zwei in einer großen Stadt
- 1943 : Dangereux Printemps
- 1943 : Ein glücklicher Mensch
- 1943 : Besatzung Dora
- 1944 : Eine kleine Sommermelodie
- 1945 : Der Erbförster
- 1945 : Kolberg
- 1949 : Die letzte Nacht
- 1949 : Hafenmelodie
- 1950 : Dreizehn unter einem Hut
- 1950 : Une fille du tonnerre
- 1950 : Der Fall Rabanser
- 1950 : Der Schatten des Herrn Monitor
- 1950 : Export in Blond
- 1951 : Kommen Sie am Ersten
- 1951 : L'Homme perdu
- 1952 : Rosen blühen auf dem Heidegrab
- 1952 : Lockende Sterne
- 1953 : Ne craignez pas les grosses bêtes (Keine Angst vor großen Tieren)
- 1953 : Das singende Hotel
- 1953 : Vergiß die Liebe nicht
- 1954 : Une histoire d'amour
- 1954 : Esclaves pour Rio
- 1954 : Columbus entdeckt Krähwinkel
- 1954 : Der Mann meines Lebens
- 1955 : Unternehmen Schlafsack
- 1955 : Zwei blaue Augen
- 1956 : Skandal um Dr. Vlimmen
- 1956 : Die Ehe des Dr. med. Danwitz
- 1956 : Ein Herz kehrt heim
- 1957 : Das Herz von St. Pauli
- 1957 : Für zwei Groschen Zärtlichkeit
- 1958 : La Jeune Fille de Moorhof
- 1958 : Der Mann im Strom
- 1958 : Une affaire diabolique (en)
- 1958 : 13 kleine Esel und der Sonnenhof
- 1958 : La Muselière (en)
- 1959 : Profession Magliari
- 1959 : Buddenbrooks
- 1960 : Scotland Yard contre le masque (de)
- 1961 : Bei Pichler stimmt die Kasse nicht

Télévision
- 1953 : Die verschlossene Tür
- 1954 : Jenny stiehlt die Welt
- 1955 : Wie konnte mir das passieren?
- 1955 : Das Streichholz unterm Bett
- 1957 : Kolportage
- 1958 : Die Brüder
- 1960 : Nach all der Zeit
- 1962 : La Vie de Galilée
- 1963 : Tim Frazer
- 1963 : Wassa Schelesnowa
- 1963-1966 : Hafenpolizei (série)
- 1966-1970 : Les Cavaliers de la route (série)
- 1968 : Über den Gehorsam. Szenen aus Deutschland
- 1969 : Weh' dem, der erbt
- 1972 : Nicht Lob - noch Furcht. Graf Galen, Bischof von Münster
- 1972 : Doppelspiel in Paris
- 1974 : Die Jungfrau von Orleans
- 1974 : Inspecteur Derrick – Johanna
- 1974 : Zinngeschrei
- 1979 : Eckel und Binder
- 1983 : Es gibt noch Haselnuß-Sträucher

## Source de la traduction
- (de) Cet article est partiellement ou en totalité issu de l’article de Wikipédia en allemand intitulé « Josef Dahmen » (voir la liste des auteurs).